# Witchfinder General (groupe)
Pour les articles homonymes, voir Witchfinder General.
Witchfinder General est un groupe britannique de heavy metal, originaire de Stourbridge, en Angleterre. Ils sont nommés d'après le film d'horreur britannique Le Grand Inquisiteur (Witchfinder General), sorti en 1968.

## Histoire
Witchfinder General est formé en 1979 par Zeeb Parkes et Phil Cope à Stourbridge, en Angleterre, dans le cadre de la nouvelle vague du mouvement heavy metal britannique au début des années 1980. Le groupe a été fortement influencé par Black Sabbath, et été décrit comme l'un des pionniers du style doom metal. L'importance du groupe est reconnue surtout après sa dissolution. Witchfinder General se sépare en 1984 à la suite d'une controverse sur ses pochettes d'album sexuellement explicites au Royaume-Uni.
Le groupe se reforme en novembre 2006 (sans le chanteur et écrivain Zeeb Parkes), avec un nouveau chanteur, Gary Martin. Le groupe sort en 2006 Buried Amongst the Ruins, une compilation comprenant le single Burning a Sinner, l'EP Soviet Invasion, et quatre titres live dont une version live du titre inédit Phantasmagorical. Le groupe sort son troisième album studio, Resurrected, en 2008.

## Membres
- Phil Cope - guitare (1979-1984, 2006-2008), basse (1982)
- Johnny Fisher - basse (1979–1980)
- Ben Crossley - guitare, basse (1980-1984)
- Steve Kinsell - batterie (1979-1982)
- Zeeb Parkes - chant (1979-1984)
- Kevin McCready - basse (1981-1982; décédé en 2008)
- Graham Ditchfield - batterie (1982-1983)
- Dermot Redmond - batterie (1983-1984, 2006-2008)
- Gary Martin - chant (2006-2008)

## Discographie

### Albums studio
- 1982 : Death Penalty
- 1983 : Friends of Hell
- 2008 : Resurrected

### Albums live
- 2006 : Live '83

### Singles et EP
- 1981 : Burning a Sinner
- 1982 : Soviet Invasion
- 1983 : Music

### Autres
- 2007 : Buried Amongst the Ruins